# Walter II. Brisebarre
Walter II. Brisebarre († nach Mai 1169) war Herr von Beirut im Königreich Jerusalem.
Er war der Sohn von Guido I. Brisebarre und folgte ihm nach dessen Tod als Herr von Beirut.
Um 1156 trat er dem Templerorden bei und hinterließ die Herrschaft Beirut seinem Bruder Guido II. Brisebarre. Innerhalb des Ordens bekleidete er bald das Amt eines Präzeptors, das heißt, er war Vorsteher eines Ordenshauses, und hatte spätestens 1169 auch das Amt des Seneschalls des Ordens inne. Im Mai 1169 unterzeichnete er als solcher letztmals eine Urkunde und starb vermutlich wenig später.